# 卢克松
卢克松（1946年—），江苏东台人，汉族，中华人民共和国政治人物、第十一届全国人民代表大会江苏地区代表。
加入中共。担任江苏富安茧丝绸股份有限公司董事长。2008年起担任全国人大代表。